# 高氯酸镍
高氯酸镍是一种无机化合物，化学式为Ni(ClO4)2，是一种强氧化剂。

## 制备
高氯酸镍可由高氯酸和氢氧化镍，氯化镍或碳酸镍反应得到。
将镍放入6mol/L高氯酸中用50Hz的交流电进行电解，也能得到高氯酸镍。
其无水物由三氟乙酸镍(II)和高氯酸在三氟乙酸溶剂中反应得到。

## 用途
高氯酸镍可以用于合成某些含能材料。